# Muara Kuis
Muara Kuis is een bestuurslaag in het regentschap Musi Rawas van de provincie Zuid-Sumatra, Indonesië. Muara Kuis telt 999 inwoners (volkstelling 2010).